# Гидрид иттербия
Гидрид иттербия — бинарное неорганическое соединение
иттербия и водорода с формулой YbH2,
кристаллы.

## Получение
- Реакция металлического иттербия и водорода под давлением 30-40 атм:

{\displaystyle {\mathsf {Yb+H_{2}\ {\xrightarrow {400^{o}C}}\ YbH_{2}}}}

## Физические свойства
Дейтерид иттербия YbD2 образует кристаллы
ромбической сингонии,
пространственная группа P nma,
параметры ячейки a = 0,5871 нм, b = 0,3561 нм, c = 0,6763 нм, Z = 4.